# Les minutes heureuses
Les minutes heureuses est le nom de la sixième symphonie du compositeur néerlandais Matthijs Vermeulen.

## Histoire de l'œuvre
Cette symphonie a été composée entre 1956 et 1958, vers la fin de la carrière du compositeur. Elle a été créée le 25 novembre 1959 à Utrecht.
Sa forme montre un esprit apaisé et optimiste.

## Mouvements
1. Calme
2. Andante amoroso
3. Allegro

## Discographie
- Orchestre de la Résidence de La Haye dirigé par Guennadi Rojdestvenski (Chandos).
- Orchestre philharmonique de Rotterdam dirigé par Lucas Vis en 1984 (Donemus).